# أبيل سبنسر
أبيل سبنسر (بالإنجليزية: Abel Spencer)‏ هو محامي وسياسي أمريكي، ولد في 4 ديسمبر 1758، وتوفي في 16 يونيو 1832. انتخب عضو مجلس نواب فيرمونت.